# Kolárovice
Kolárovice je naseljeno mjesto u okrugu Bytča u Žilinskom kraju u Slovačkoj.

## Stanovništvo
| Godina:     | 1993. | 2003.   | 2013.   | 2023.   |
| ----------- | ----- | ------- | ------- | ------- |
| Broj ljudi: | 1969  | 1907    | 1839    | 1793    |
| Razlika:    |       | -3,14 % | -3,56 % | -2,50 % |

| Godina:     | 2022. | 2023.   |
| ----------- | ----- | ------- |
| Broj ljudi: | 1810  | 1793    |
| Razlika:    |       | -0,93 % |

Prema podatcima o broju stanovnika iz 2023. godine naselje je imalo 1793 stanovnika.

## Vanjske poveznice
|  | Zajednički poslužitelj ima još gradiva o temi Kolárovice |

- Službena stranica naselja (sl.)